# Hannó
A Hannó német eredetű férfinév, lehet a Hagen név beceneve, aminek a jelentése bekerített hely, udvar, de lehet a Johannes (János) név német beceneve is.

## Gyakorisága
Az 1990-es években szórványos név, a 2000-es években nem szerepel a 100 leggyakoribb férfinév között.

## Névnapok
- augusztus 13.[2]